# Ținutul faraonilor
Ținutul faraonilor (Land of the Pharaohs) (1955) este un film epic american realizat în Cinemascope, regizat și produs de Howard Hawks și în care apar doi actori britanici, Jack Hawkins ca Faraonul Khufu (cunoscut și ca Cheops) și Joan Collins ca a doua sa soție, Nellifer. Filmul prezintă o reconstruire fictivă a construcției Marii Piramide de la Giza.  Romancierul William Faulkner este unul dintre cei trei scenariști ai filmului.
Filmul a avut o distribuție de mii de persoane (biroul de presă al Warner Bros. afirmând că numai într-o singură scenă au fost folosite 9.787 de persoane), fiind o producție hollywoodiană la scară largă, un film epic despre lumea antică, în spiritul filmelor The Robe (Tunica), The Ten Commandments (Cele zece porunci), Ben Hur și altele. Filmările au avut loc în Egipt și în studiourile Titanus din Roma, Italia.

## Prezentare
În Egiptul antic, faraonul Khufu (Jack Hawkins) este obsedat de pregătirile privind mormântul său și de viața de apoi. Nesatisfăcut de planurile arhitecților săi, îl forțează pe sclavul Vashtar (James Robertson Justice) să-i proiecteze și să-i construiască o piramidă care să-i ascundă mormântul. Drept recompensă, Khufu îi promite lui Vashtar că poporul acestuia va fi eliberat din robie la terminarea construcției. Dar Vashtar va trebui îngropat alături de faraon, în vederea protejării secretelor construcției.  De-a lungul anilor în care piramida este ridicată, faraonul cere din ce în ce mai multă forță de muncă și resurse din teritoriile sale. La început mulți egipteni au început munca la piramidă cu cântec și veselie, considerând totul o misiune sacră, dar după ani de trudă, cântecul a fost înlocuit de durere și de biciul soldaților faraonului.
Prințesa Nellifer (Joan Collins) sosește în Egipt ca ambasadoare a provinciei tributare a Ciprului. Afirmând că provincia sa este săracă și nu mai poate plăti tribut, se oferă pe ea însăși în locul tributului. Ea devine a doua soție a faraonului.
Nellifer îl întreabă pe Khufu dacă într-adevăr are așa de mult aur pe cât afirmă, astfel încât i se arată o enormă cantitate de piese din aur și nestemate care să-i folosească lui Khufu în viața de apoi. Ea își pune la gât o bijuterie imensă cu nestemate, dar Khufu se enervează și-i spune să o dea joa. Ea nu dorește acest lucru, îi reproșează că iubește mai mult această comoară decât pe ea. Apoi îi ordonă lui Treneh (Sydney Chaplin), căpitanul gărzilor, să o ia și să i-o aducă ei. Mai târziu, Nellifer are o aventură cu Treneh.
Într-o zi, în timp ce se afla în piramidă aflată în construcție, fiul lui Vashtar, Senta (Dewey Martin), îi salvează viața faraonului Khufu peste care căzuse un bloc de piatră. Pentru a-l scoate afară pe faraon care era rănit mortal, Senta dezvăluie că știe toate planurile piramidei de la tatăl său, știind că astfel va împărtăși soarta tatălui său de a fi îngropat de viu în piramidă odată cu moartea faraonului. Drept mulțumire, puternicul faraon îl pune să aleagă orice vrea el, astfel încât Senta o alege pe Kyra, o sclavă a lui Nellifer, care altfel ar fi urmat să fie biciuită.
Folosind o cobra pe care i-a dat-o un îmblânzitor de șerpi și cu ajutorul lui Treneh, Nellifer plănuiește s-o ucidă pe prima regină Nailla și pe fiul acesteia Zanin, apoi pe Khufu, totul pentru ca ea să devină conducătoarea Egiptului. În primul rând, Treneh îl convinge pe Khufu că există o enormă comoară îngropată undeva departe în nord, cu scopul de a-l face să părăsească palatul. Apoi Nellifer îi dă lui Zanin un flaut pentru a învăța să cânte la el și astfel șarpele să fie atras de muzică și să-l ucidă alături de mama sa. Dar regina Nailla observă șarpele și se aruncă peste el, totul pentru a-i salva viața fiului eu cu prețul vieții sale.
După ce a auzit de moartea reginei, Khufu își trimite proprii anchetatori pentru a afla ce s-a întâmplat. Panicată, Nellifer îl trimite pe sclavul ei, Mabuna, să-l omoare pe Khufu în oaza în care se afla tabăra acestuia. Dar Mabuna nu reușește să-l ucidă pe Khufu care este doar rănit. Suspectând-o pe Nellifer, Khufu se grăbește înapoi în oraș. Nellifer, dându-și seama că faraonul este ascuns în camera ei, îl acuză pe Treneh că este singurul autor al complotului pentru ca faraonul să creadă că ea nu are nicio vină.  Cei doi se luptă, faraonul îl ucide pe Treneh, dar fiind rănit grav moare și el după câteva momente.
În timpul înmormântării faraonului, Marele Preot și prieten de o viață al faraonului, Hamar (Alexis Minotis, menționat ca Alex Minotis), o însoțește pe Nellifer în camera mortuară deoarece ea "trebuie să dea ordinul" pentru a se sigila sarcofagul. Când ordinul ei este pus în aplicare, se eliberează o piatră mare într-o cameră alăturată mai mică, declanșând mecanismul lui Vashtar de a sigila mormântul cu pietre enorme cu ajutorul nisipului. Nellifer devine isterică când își dă seama că mormântul este sigilat și ea este prinsă înăuntru alături de preoții loiali faraonului. "Nu e nicio cale de ieșire", îi spune Hamar, adăugând că : "Asta ai obținut cu minciunile, intrigile și crimele tale. Acesta e regatul tău".
Între timp, Hamar, dându-și seama că deși știu unde este mormântul cu comori nu poate ajunge acolo datorită sigiliului din pietre masive,  îi eliberează pe Vashtar și pe Senta, permițându-le să părăsească Egiptul și să se ducă în patria lor împreună cu poporul lor.

## Distribuție
- Jack Hawkins ca Faraonul Khufu

Coperta casetei video

- Joan Collins ca Prințesa Nellifer, a doua soție a faraonului
- Dewey Martin ca Senta, fiul lui Vashtar
- Alex Minotis ca Hamar, Marele Preot
- James Robertson Justice ca Vashtar, arhitect al piramidei/mormântului și sclav
- Luisella Boni ca Kyra (menționată ca Luisa Boni)
- Sydney Chaplin ca Treneh, căpitanul gărzilor faraonului
- James Hayter ca Mikka
- Kerima ca Nailla, prima soție a faraonului
- Piero Giagnoni ca Xenon